# Noturus leptacanthus
Noturus leptacanthus är en fiskart som beskrevs av Jordan, 1877. Noturus leptacanthus ingår i släktet Noturus och familjen Ictaluridae. Inga underarter finns listade i Catalogue of Life.